# Coppa Italia di Serie A2 2008-2009 (calcio a 5)
La 10ª edizione della Coppa Italia di serie A2 si è svolta presso il PalaSavelli di Porto San Giorgio dal 5 al 7 marzo del 2009 con regolamento invariato rispetto all'edizione precedente. Alla manifestazione sono iscritte d'ufficio le Società classificatesi al termine del girone di andata, ai primi quattro posti dei due gironi del Campionato Nazionale di Serie A2 secondo quanto stabilito dall'art. 51 punto 7 delle Norme organizzative interne FIGC.
| Girone A | Girone A    | Girone B | Girone B      |
| 1        | Kaos        | 1        | Napoli Vesevo |
| 2        | San Giorgio | 2        | Giovinazzo    |
| 3        | Venezia     | 3        | Torrino       |
| 4        | Imola       | 4        | Ceccano       |

## Formula
Le prime quattro classificate dopo il girone di andata dei due gironi si affrontano, in una gara unica, nei quarti di finale, decisi da sorteggio. Le vincenti accedono alla semifinale e poi in finale, anch'esse in gara unica. La vincitrice della finale si aggiudica il trofeo. In caso di parità al termine dei quaranta minuti regolamentari, si svolgeranno due tempi supplementari di 5 minuti ciascuno. In caso di ulteriore parità la vittoria si assegnerà dopo i calci di rigore.

### Sorteggio
Il sorteggio è stato effettuato giovedì 12 febbraio presso gli uffici della Divisione Calcio a 5 a Roma.
Le otto squadre qualificate sono state divise in due urne: nella prima sono inserite le squadre che si sono classificate prime e seconde nei due gironi mentre nella seconda urna quelle giunte terze e quarte. Il sorteggio prevede che non potranno incontrarsi squadre inserite nella stessa urna e appartenenti allo stesso girone di campionato.

## Tabellone
|  | Quarti di finale | Quarti di finale | Quarti di finale |         |            | Semifinali | Semifinali | Semifinali |  |  | Finale | Finale | Finale |  |
|  |                  |                  |                  |         |            |            |            |            |  |  |        |        |        |  |
|  | Napoli Vesevo    | Napoli Vesevo    | 5                |         |            |            |            |            |  |  |        |        |        |  |
|  | Napoli Vesevo    | Napoli Vesevo    | 5                |         |            |            |            |            |  |  |        |        |        |  |
|  | Venezia          | Venezia          | 6                |         |            |            |            |            |  |  |        |        |        |  |
|  | Venezia          | Venezia          | 6                |         | Venezia    | Venezia    | 3          |            |  |  |        |        |        |  |
|  |                  |                  |                  |         | Venezia    | Venezia    | 3          |            |  |  |        |        |        |  |
|  |                  |                  | Kaos             | Kaos    | 4          |            |            |            |  |  |        |        |        |  |
|  | Kaos             | Kaos             | Kaos             | Kaos    | 4          | 5          |            |            |  |  |        |        |        |  |
|  | Kaos             | Kaos             |                  |         |            |            |            |            |  |  |        |        |        |  |
|  | Ceccano          | Ceccano          | 2                |         |            |            |            |            |  |  |        |        |        |  |
|  | Ceccano          | Ceccano          | 2                |         | Kaos       | Kaos       | 1          |            |  |  |        |        |        |  |
|  |                  |                  |                  |         |            |            |            |            |  |  |        |        |        |  |
|  |                  |                  | Torrino          | Torrino | 4          |            |            |            |  |  |        |        |        |  |
|  | Giovinazzo       | Giovinazzo       | Torrino          | Torrino | 4          | 5          |            |            |  |  |        |        |        |  |
|  | Giovinazzo       | Giovinazzo       |                  |         |            |            |            |            |  |  |        |        |        |  |
|  | Imola            | Imola            | 4                |         |            |            |            |            |  |  |        |        |        |  |
|  | Imola            | Imola            | 4                |         | Giovinazzo | Giovinazzo | 2          |            |  |  |        |        |        |  |
|  |                  |                  |                  |         | Giovinazzo | Giovinazzo | 2          |            |  |  |        |        |        |  |
|  |                  |                  | Torrino          | Torrino | 5          |            |            |            |  |  |        |        |        |  |
|  | San Giorgio      | San Giorgio      | Torrino          | Torrino | 5          | 3          |            |            |  |  |        |        |        |  |
|  | San Giorgio      | San Giorgio      |                  |         |            |            |            |            |  |  |        |        |        |  |
|  | Torrino          | Torrino          | 4dts             |         |            |            |            |            |  |  |        |        |        |  |

## Quarti di finale[2]
| Arbitri: | Gianluca Mastri (Jesi) Mirko D'Angeli (Pesaro) |
| Crono:   | Alessandro Rafaeli (Jesi)                      |

|                                                                     |           |                                                                                    |
| Bortolon 12'07’’, 24'44’’ Taborda 16'37’’, 22'24’’ Caviglia 32'23’’ | Marcatori | 18'59’’, 33'36’’ Ercolessi 22'57’’, 37'08’’, 39'26’’ Chimango 36'58’’ Chimanguinho |

| Arbitri: | Francesca Muccardo (Roma 2) Alessio Anzuini (L'Aquila) |
| Crono:   | Giuseppe Loria (Roma 1)                                |

|                                                                   |           |                                                        |
| Parize 03'51’’ Alemão 07'47’’, 12'28’’, 24'39’’ Contecote 15'33’’ | Marcatori | 26'08’’, 37'30’’ Chalo 27'57’’ Machado 37'00’’ R. Tres |

| Arbitri: | Andrea Bagnariol (Pordenone) Francesco Pagnotta (Ascoli Piceno) |
| Crono:   | Mirco Romanelli Mirco (Fermo)                                   |

|                                                                      |           |                                       |
| Vignoli 02'42’’, 29'34’’ Anderson 30'42’’ André 39'38’’ Zaro 39'46’’ | Marcatori | 31'48’’ (aut.) Lara 35'54’’ Serraglio |

| Arbitri: | Damiano Calabrice (Bari) Alessandro Conti (Bologna) |
| Crono:   | Filippo Ragalà (Modena)                             |

|                                                 |           |                                                    |
| Mindoli 18'40’’ Bedin 39'07’’ Cantagalo 39'45’’ | Marcatori | 07'32’’, 18'52’’, 49'32’’ Ippoliti 29'05’’ Cipolla |

## Semifinali[3]
| Arbitri: | Domenico Daidone (Trapani) Nicola Gisondi (Molfetta) |
| Crono:   | Pierfrancesco Di Sabatino (Teramo)                   |

|                                                |           |                                                                    |
| Chimango 19'09’’ Chimanguinho 30'43’’, 35'36’’ | Marcatori | 04'51’’ Lara 09'28’’ (aut.) Polezel 25'00’’ Volpato 39'27’’ Slongo |

| Arbitri: | Stefano Lena (Treviso) Domenico Spinelli (Bolzano) |
| Crono:   | Pierluigi Cecala (L'Aquila)                        |

|                                |           |                                                                           |
| Alemão 04'55’’ Binetti 39'13’’ | Marcatori | 03'47’’, 15'35’’ Ippoliti 20'08’’ Cleber 29'57’’ Giasson 37'28’’ Miarelli |

## Finale[4]
| Arbitri: | Giorgio D'Agostino (Sondrio) Leonardo Balli (Prato) |
| Crono:   | Gianpaolo Toiani (Teramo)                           |

| |            | |
| Zaro 01'19’’ | Marcatori  | 09'33’’, 10'09’ Ippoliti 14'26’’, 32'37’’ Moreira |
| · Maykon Sergel · Fernando Barelli · Alex Zaro · André Ferreira · Anderson Ferreira · Matías Lara · Diego Gomes · Thiago Perfetti · Igor Vignoli · Fabrício Urio · João Slongo · Guilherme Sauchuk | Formazioni | · Michele Miarelli · Alcides Pereira · Daniel Giasson · Carlo Cleber · Douglas Corsini · Gerardo Battistoni · Marlon Urio · Marcelo Moreira · Luca Ippoliti · Richard Cipolla · Sergio Romano · Francesco Molitierno |
| Velimir Andrejić | Allenatori | Daniele D'Orto |

## Classifica marcatori
| Gol |  |  | Giocatore          | Squadra       |
| --- |  |  | ------------------ | ------------- |
| 7   |  |  | Luca Ippoliti      | Torrino       |
| 4   |  |  | Alemão             | Giovinazzo    |
| 4   |  |  | Alexandre Chimango | Venezia       |
| 3   |  |  | Chimanguinho       | Venezia       |
| 2   |  |  | Tiago Bortolon     | Napoli Vesevo |
| 2   |  |  | Julio Cesar Chalo  | Imola         |
| 2   |  |  | Marco Ercolessi    | Venezia       |
| 2   |  |  | Marcelo Moreira    | Torrino       |
| 2   |  |  | Pablo Taborda      | Napoli Vesevo |
| 2   |  |  | Igor Vignoli       | Kaos          |
| 2   |  |  | Fabio Volpato      | Kaos          |
| 2   |  |  | Alex Zaro          | Kaos          |